# داروند (هرسین)
داروند (هرسین)، روستایی از توابع بخش بیستون شهرستان هرسین در استان کرمانشاه ایران است.

## جمعیت
این روستا در دهستان چمجمال قرار دارد و براساس سرشماری مرکز آمار ایران در سال ۱۳۸۵، جمعیت آن ۱۰۲ نفر (۲۰خانوار) بوده‌است.